# Melangyna hwangi
Melangyna hwangi är en tvåvingeart som beskrevs av He och Li 1992. Melangyna hwangi ingår i släktet flickblomflugor, och familjen blomflugor. Inga underarter finns listade i Catalogue of Life.